# 晚秋 (1966年電影)
《晚秋》（韓語：만추）為1966年韓國愛情文藝電影，於1966年12月3日上映，片長95分鐘，由李晚熙執導，大洋電影公司出品、製作及發行，申星一、文貞淑主演，本片是導演李晚熙的代表作，電影亦多次翻拍，但仍遠遠不及原作，現今在韓國的原版拷貝已經遺失，故從沒有發行錄影帶及影碟。
1966年，大洋電影公司推出該片，在國內試映好評如潮，於是將拷貝直接送往當年的柏林電影節參賽，然而拷貝在途中遺失。而至於大洋方面為何沒有其他拷貝留存，該參賽拷貝為何會丟失，為何無法根據原始素材重新剪輯新拷貝等，一直是影壇的謎團。
2010年，在朝鮮電影資料館內發現了《晚秋》的拷貝，但仍有少量鏡頭遺失。但是介於韓朝關係等多方面原因，《晚秋》何時能「回家」，目前仍遙遙無期。

## 劇情
本片內容是關於一個模範女囚和一個被警察追捕的假幣製造犯之間的悲傷愛情故事，因犯下殺人罪而入獄的惠琳由於在服刑期間表現良好而被給予一次監獄外旅行「休假」的機會，於是惠琳前往去墓地探望她的母親，在她趕回漢城的火車上她與一位名叫勳的青年命運地相遇並且彼此愛慕，勳因為製造假幣被警方追捕而正在逃亡中，二人渡過很開心的3日，期間二人產生了美好的感情，勳希望惠琳不要回去監獄和自己一起逃跑，但是被惠琳拒絕，惠琳返回監獄後，二人相約兩年後刑期結束再次相會。
兩年後，惠琳刑滿出獄，但是勳因為製造假幣而被警方拘捕未能前來赴約，來到約定地點的惠琳卻怎麼也等不到勳的出現⋯

## 演員陣容
- 申星一（朝鲜语：신성일） 飾 金　勳
- 文貞淑（朝鲜语：문정숙） 飾 惠　琳

## 獎項

### 獲獎
- 第3屆百想藝術大獎－電影部門（1967年）[1]

- 「大獎」
- 「作品獎」
- 「最佳導演獎」：李晚熙
- 「女子最優秀演技獎」：文貞淑
- 「最佳劇本獎」：金志軒

- 第5屆青龍電影獎（1967年）[2]

- 「最佳攝影獎（黑白）」：徐廷珉

- 第10屆釜日電影獎（1967年）

- 「最佳電影獎」
- 「最佳導演獎」：李晚熙
- 「最佳女主角獎」：文貞淑

- 第2屆白馬獎（1967年）

- 「最佳導演獎」：李晚熙
- 「最佳女主角獎」：文貞淑

## 重拍
- 1972年，日本第一次將此片重拍，名為《約束（日语：約束 (1972年の映画)）》，在1972年3月29日上映；由齋藤耕一（日语：斎藤耕一）執導，由岸惠子、萩原健一主演。
- 1982年，韓國第二次將此片重拍，依舊名為《晚秋（朝鲜语：만추 (1982년 영화)）》，在1982年2月28日上映；由金洙容（朝鲜语：김수용 (영화 감독)）執導，由金惠子、鄭東煥主演。
- 2011年，韓國第三次將此片重拍，仍依舊名為《晚秋》，在2011年2月17日上映；由金泰勇執導，由湯唯、玄彬主演。

## 外部連結
- 互联网电影数据库（IMDb）上《晚秋》的资料（英文）
- 韩国电影数据库（KMDb）上《晚秋》的資料
- 豆瓣电影上《晚秋》的資料 （简体中文）